# Bococizumab
Il bococizumab (il cui nome tecnico è RN316) è un anticorpo monoclonale umanizzato, di derivazione murina, che era stato prodotto dalla Pfizer come potenziale opzione terapeutica per l'ipercolesterolemia; il farmaco è stato tuttavia ritirato dal mercato dalla stessa Pfizer nel novembre 2016, essendone stata messa in dubbio l'efficacia. Inizialmente uno studio clinico, giunto alla fase IIB, aveva dimostrato un effetto positivo della somministrazione del bococizumab in pazienti con ipercolesterolemia precedentemente trattati con le statine; un successivo studio, basato su un campione più numeroso e coordinato sempre dalla Pfizer, giunto alla fase III, mostrò un'ampia varianza dei livelli di colesterolo rispetto all'inizio del trattamento con il bococizumab. La casa farmaceutica ritenne dunque indimostrata la validità terapeutica dell'anticorpo.
L'anticorpo inibisce la PCSK9, una proteina che inibisce la rimozione delle LDL (lipoproteine a bassa densità) dalla circolazione sanguigna. Elevate concentrazioni plasmatiche di LDL si associano a un alto rischio di malattie cardiovascolari.